# 시게모리 아유미
시게모리 아유미(일본어: 茂森 あゆみ, 1971년 12월 15일 ~ )는 일본의.

## 출연
- 엄마와 함께